# Notre-Dame (Caudebec-en-Caux)

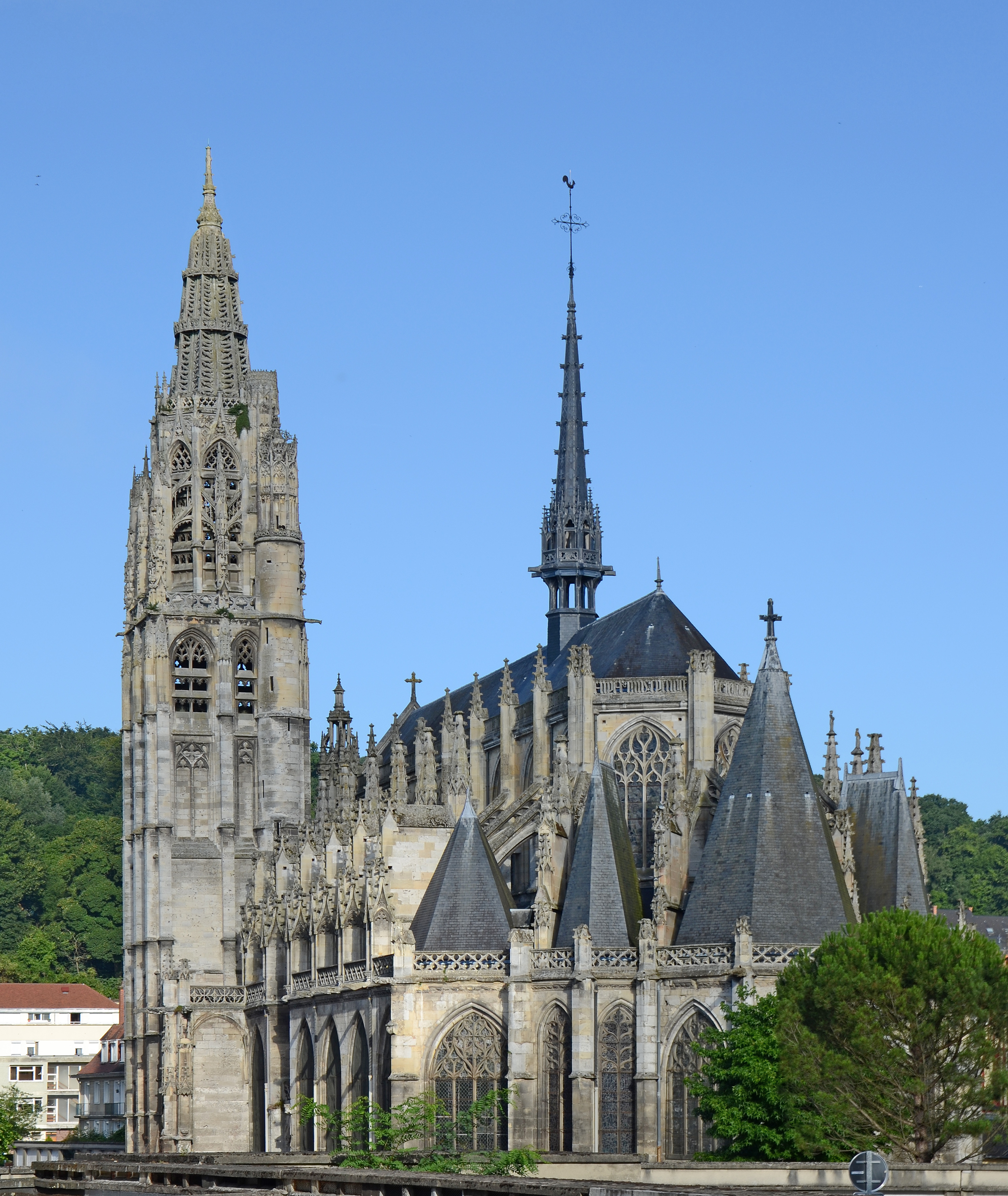
Notre-Dame (Caudebec-en-Caux)

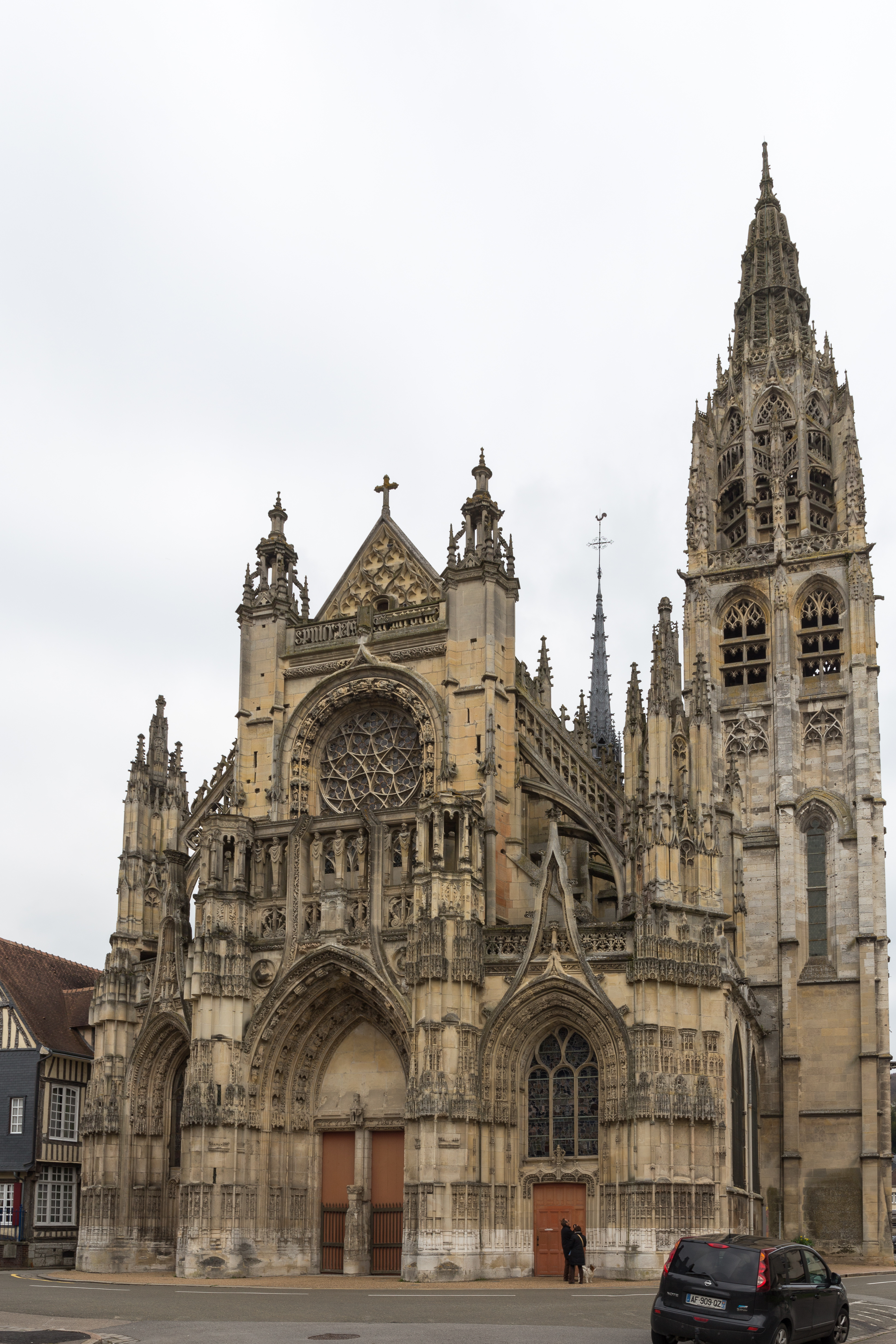
Westfassade

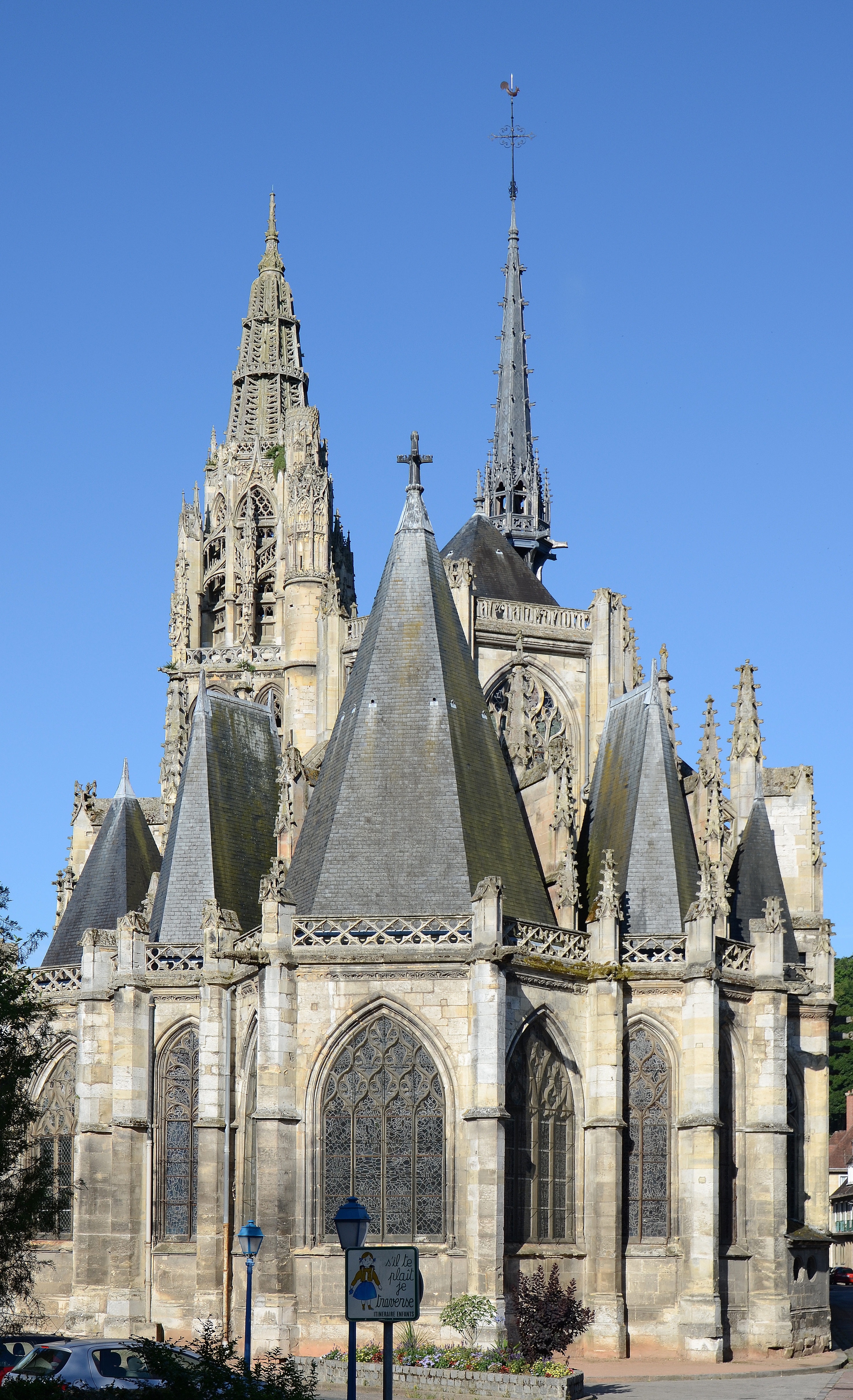
Ostansicht

Die spätgotische Kirche Notre-Dame ist die römisch-katholische Hauptkirche von Caudebec-en-Caux, einem Ortsteil von Rives-en-Seine  im Département Seine-Maritime in der Region Normandie. Die Kirche ist bereits seit 1840 als Monument historique klassifiziert.

## Würdigung
König Heinrich IV. soll gesagt haben, dass sie eine der schönsten Kirchen Frankreichs sei: „Es ist die schönste Kapelle in meinem Königreich“. Tatsächlich enthält dieses Hauptwerk der Übergangszeit von der Spätgotik in die Frührenaissance kein Querschiff, anders als in Saint-Maclou in Rouen, die zur gleichen Zeit erbaut wurde, das erklärt vielleicht die Bezeichnung „Kapelle“ durch den König.

## Architektur

### Äußeres
Das Bauwerk ist eine dreischiffige Basilika mit Chorumgang und Kapellenkranz. Die Chorkapellen tragen steile Einzeldächer. Das Mittelschiff wird durch Strebebögen gestützt und trägt einen Dachreiter. Architektonisch fällt auf, dass der Mittelpfeiler im Chorpolygon (ähnlich wie bei St-Maclou in Rouen) in der Achse des Bauwerks steht. Auf der Balustrade des Daches sind in gotischen Buchstaben Verse aus dem Hohenlied „Pulcra es et decora“ (Kapitel 6) eingraviert. Dieser Satz ist auch auf der Galerie des Hauptportals der Kathedrale von Burgos zu finden.
Das Westportal ist fein gearbeitet und mit einer großen Zahl von Skulpturen (ursprünglich 333) geschmückt, die Heilige, aber auch Figuren aus dem täglichen Leben der damaligen Zeit darstellen, darunter einen Louren-Spieler, was eine der seltenen Darstellungen dieses vergessenen sackpfeifenähnlichen Musikinstruments der Normandie ist. Während der Religionskriege wurde die Bauplastik von den Calvinisten beschädigt, und die Brände, die durch die Bombenangriffe vom Juni 1940 entstanden und die umliegenden Häuser (außer im Nordwesten) vernichteten, verursachten weitere Schäden. Die kleinen Figuren an der Südseite der Westfassade wurden in ihrer ursprünglichen Anordnung und ihrem ursprünglichen Aussehen wiederhergestellt. 
Der Glockenturm ist nicht zentral wie in Saint-Maclou, sondern an der Südseite des Gebäudes angeordnet und erhebt sich bis zu 54 m über dem Boden. Die feine Dekoration seiner durchbrochenen Turmspitze ist in der Region (zum Beispiel in Norville) nachgeahmt worden und verdankt ihre Bekanntheit zum Teil den drei blumengeschmückten Kronen, der kaudekanischen „Tiara“. Sie trägt noch immer die Spuren eines Bombenangriffs der Alliierten im Jahr 1944.

### Inneres

#### Hauptschiff und Seitenkapellen
Zwar weist das Schiff mit seinen harmonischen Proportionen kein Querschiff auf, dafür aber Triforien und Fensterflächen im typischen, spätgotischen Stil. Die insgesamt 19 Kapellen der Seitenschiffe enthalten diverse Kunstwerke. In der Kapelle des hl. Johannes des Täufers (linkes Seitenschiff) ist das Taufbecken aus dem 17. Jahrhundert mit kunstvoll geschnitzten Paneelen verziert. Auf seinem Deckel sind Szenen aus dem Alten Testament dargestellt. In der Heilig-Grab-Kapelle (rechts von der Apsiskapelle) ruht unter einem Baldachin (16. Jahrhundert) der liegende Christus umgeben von großen Statuen der Jünger. Das ganze Ensemble stammt aus der früheren Abtei Jumièges.
Im Gewölbe der Apsiskapelle Unserer Lieben Frau ist einer der größten hängenden Schlusssteine eingebaut, ein Monolith, der 7 Tonnen schwer ist und 4,30 m aus dem Gewölbe herabhängt, wobei er nur durch die Kräfte seiner Bögen gehalten wird. Dieses Werk stammt von Guillaume Le Tellier, der in dieser Kapelle unter dem rechten Fenster beigesetzt ist.

#### Glasmalereien
Das Bauwerk ist für die Glasmalereien aus dem 15. Jahrhundert bekannt. Über dem Portal im Nordschiff befinden sich vier Glasfenster englischer Machart aus der Anfangszeit des Kirchenbaus (wahrscheinlich die ältesten), die von Foulques Eyton, Hauptmann der britischen Garnison während des Hundertjährigen Krieges, gestiftet wurden. Eines von ihnen zeigt den heiligen Georg, den Schutzpatron Englands, wie er den Drachen erschlägt. Es hat sein Gegenstück in der Kapelle neben diesem Portal auf der rechten Seite, in Sankt Michael, dem Schutzpatron der Normandie, damals des Königreichs Frankreich, der ebenfalls einen Drachen getötet hat. Die meisten Glasmalereien aus dieser Zeit, vor allem in den Kapellen des nördlichen Seitenschiffs, stellen ganzfigurige Heilige dar, Schutzpatrone der Handwerkszünfte, die in dieser damals sehr gewerbefleißigen Stadt zahlreich waren.
Noch berühmter sind die Glasmalereien aus dem 16. Jahrhundert. Sie schmücken vier Kapellen in den letzten beiden Jochen im Stil zwischen Gotik und Renaissance an der Westfassade. Zwei weitere Renaissance-Glasfenster schmücken ebenfalls die unteren Fenster der Westfassade. Sie stammen möglicherweise aus den Rouener Werkstätten von Arnold von Nijmegen, einem niederländischen Glasmaler, der auch die Glasmalereien der Kirche Sainte-Jeanne-d’Arc in Rouen herstellte. Sie zeigen vor allem Szenen aus dem Alten Testament oder aus dem Leben Christi: Jesus und die Samariterin am Jakobsbrunnen, Moses und die Überquerung des Roten Meeres durch die Hebräer, das Letzte Abendmahl, die Heiligen Drei Könige, das Leben des Heiligen Johannes des Täufers und eine Wurzel Jesse. Es ist zu sehen, dass der Glasmaler bei der Darstellung der Überfahrt über das Rote Meer das Meer und seine Wellen in roter Farbe dargestellt hat.

#### Weitere Ausstattung

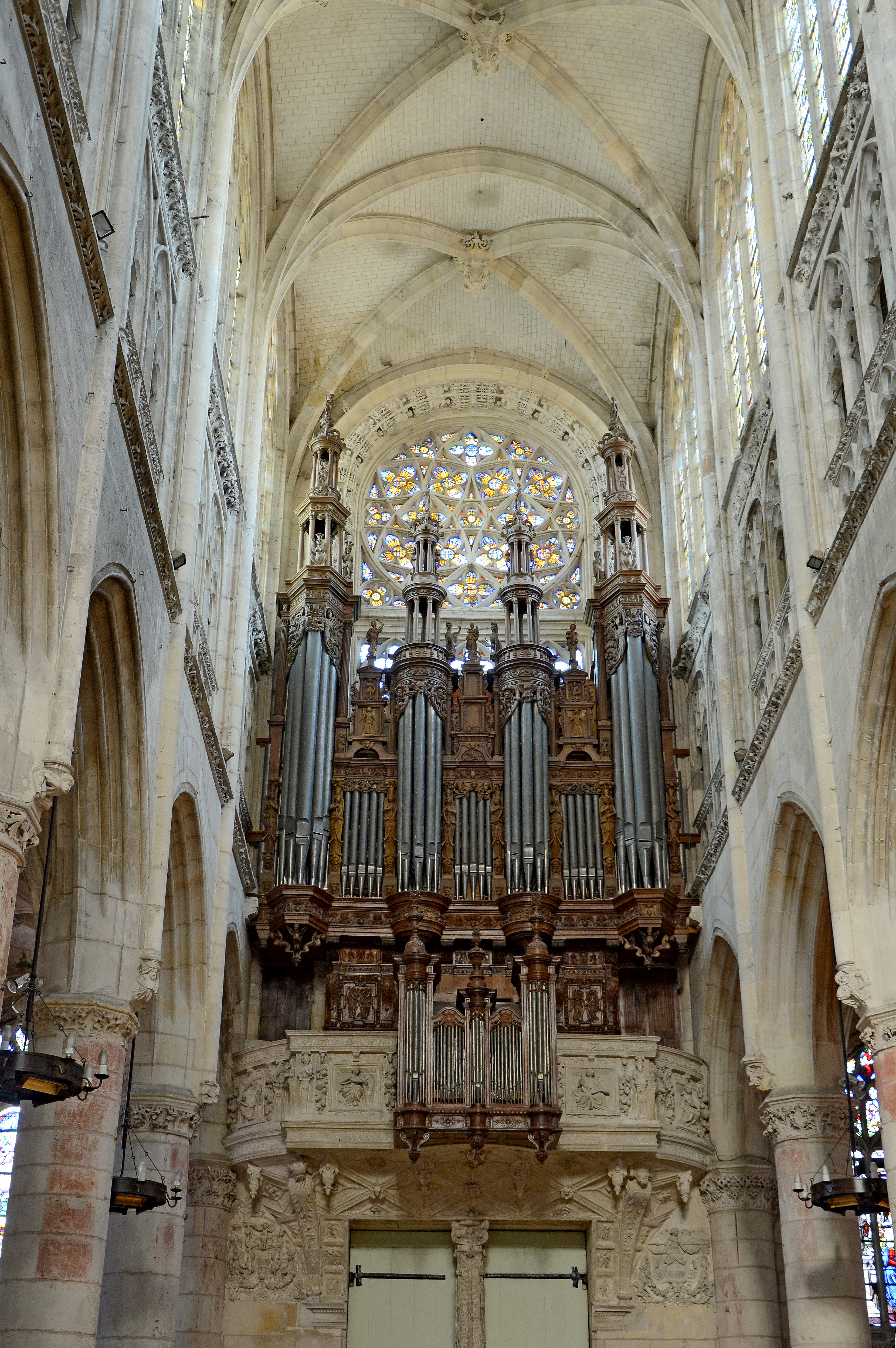
Orgel

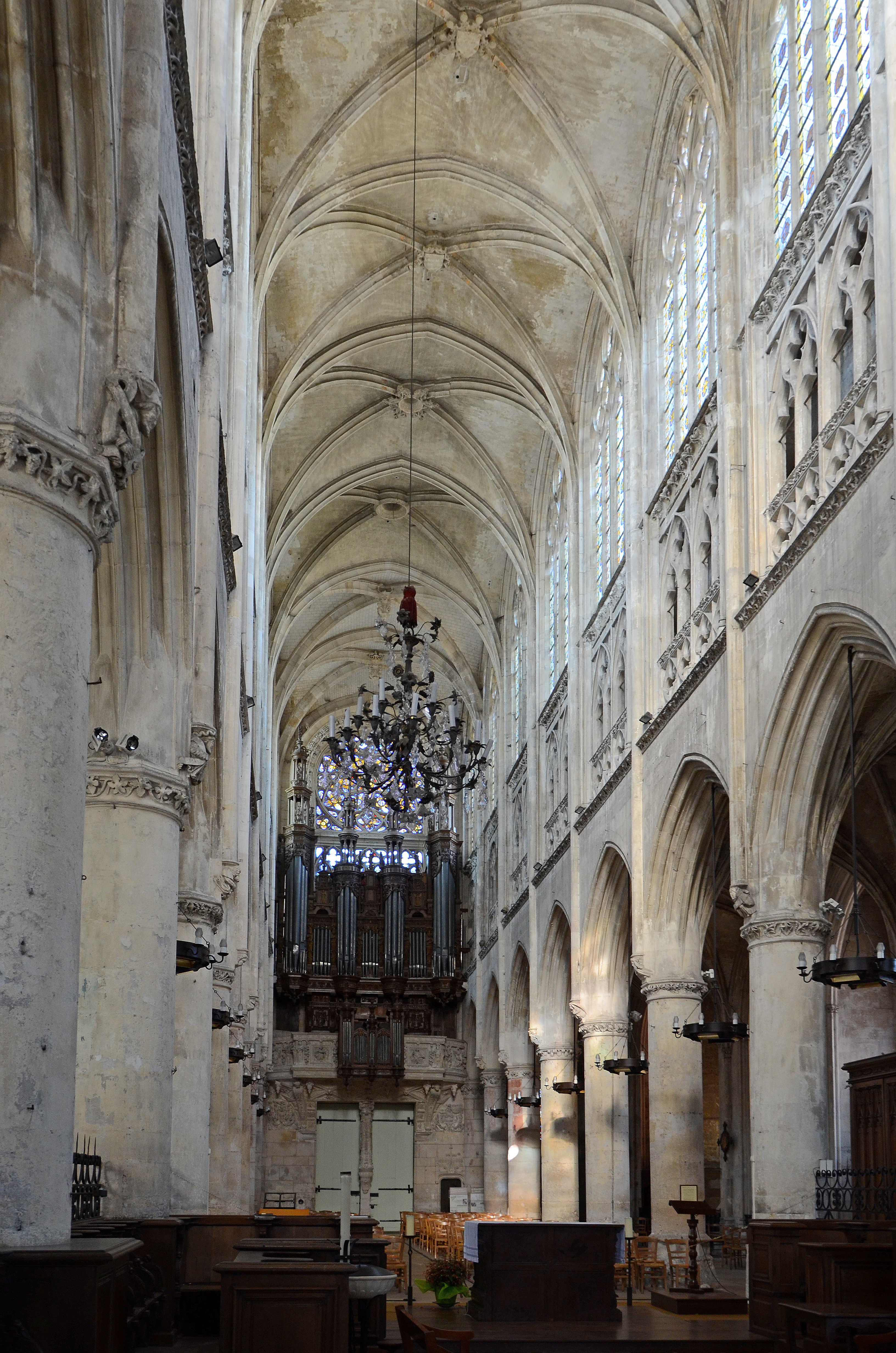
Innenansicht nach Westen

Die Orgel in einem Renaissance-Gehäuse hat 45 Register, verteilt auf 4 Manuale und Pedal. Sie wurde mehrfach umgebaut, zuletzt von Bartolomeo Formentelli im Jahr 2006. Die Spiel- und Registertrakturen sind mechanisch.
| I Grand-Orgue C–g3 |        |
| Montre             | 16′    |
| Montre             | 8′     |
| Bourdon            | 8′     |
| Gros Nazard        | 5 1⁄3′ |
| Prestant           | 4′     |
| Flûte              | 4′     |
| Grosse Tierce      | 3 1⁄5′ |
| Nazard             | 2 ⁄3′  |
| Doublette          | 2′     |
| Quarte             | 2′     |
| Tierce             | 1 3⁄5′ |
| Cornet V D         |        |
| Fourniture V       |        |
| Cymbale IV         |        |
| Trompette          | 8′     |
| Voix Humaine       | 8′     |
| Clairon            | 4′     |

| II Positif C–g3 |        |
| Bourdon         | 8′     |
| Flûte D         | 8′     |
| Prestant        | 4′     |
| Nazard          | 2 ⁄3′  |
| Doublette       | 2′     |
| Tierce          | 1 3⁄5′ |
| Larigot         | 1 ⁄3′  |
| Fourniture III  |        |
| Cymbale II      |        |
| Trompette       | 8′     |
| Cromorne        | 8′     |
| Clairon         | 8′     |

| III Récit C–g3   |    |
| Bourdon          | 8′ |
| Dulciane         | 8′ |
| Prestant         | 4′ |
| Doublette        | 2′ |
| Sesquialtera II′ |    |
| Fourniture II    |    |
| Hautbois         | 8′ |

| IV Echo c–g3 |    |
| Flûte        | 8′ |
| Cornet V     |    |
| Trompette    | 8′ |

| Pédale C–f1 |     |
| Flûte       | 16′ |
| Flûte       | 8′  |
| Flûte       | 4′  |
| Bombarde    | 16′ |
| Trompette   | 8′  |
| Clairon     | 4′  |

- Koppeln: Récit/Grand-Orgue, Positif/Grand-Orgue, Grand-Orgue/Pédale, Tirasse/Pédale, Tirasse/Pédale.

Auch für das geschnitzte hölzerne Taufbecken ist die Kirche bekannt.